# Правительство Балладюра
Правительство Балладюра — кабинет министров, правивший Францией с 29 марта 1993 года по 11 мая 1995 года, в период Пятой французской республики, в следующем составе:
- Эдуар Балладюр — премьер-министр;
- Ален Жюппе — министр иностранных дел;
- Франсуа Леотар — министр обороны;
- Шарль Паскуа — министр внутренних дел и регионального планирования;
- Эдмон Альфандери — министр экономики;
- Николя Саркози — министр бюджета и представитель правительства;
- Жерар Лонгуе — министр промышленности, внешней торговли, почт и телекоммуникаций;
- Мишель Жиро — министр труда, занятости и профессионального обучения;
- Пьер Меэньери — министр юстиции;
- Франсуа Байру — министр национального образования;
- Филипп Местр — министр по делам ветеранов и жертв войны;
- Жак Тубон — министр культуры и франкофонии;
- Жан Пуеш — министр сельского хозяйства и рыболовства;
- Мишель Аллио-Мари — министр по делам молодежи и спорта;
- Доминик Пербен — министр заморских департаментов и территорий;
- Бернард Боссон — министр транспорта, туризма и снаряжения;
- Симона Вейль — министр социальных дел, здравоохранения и городов;
- Мишель Руссен — министр кооперации;
- Эрве де Шаретт — министр жилищного строительства;
- Ален Кариньон — министр связи;
- Андре Россино — министр государственной службы;
- Ален Мадлен — министр компаний и экономического развития;
- Франсуа Фийон — министр высшего образования и исследований.

Изменения
- 19 июля 1994 — министр связи Ален Кариньон оставляет кабинет министров и министерство упраздняется.
- 17 октября 1994 — Жозе Росси наследует Лонгуе как министр промышленности, внешней торговли, почты и телекоммуникаций.
- 12 ноября 1994 — Бернар Дебре наследует Руссену как министр кооперации.